# Louis Thorpe
Louis Thorpe (* 20. Jahrhundert) ist ein gambischer Fußballspieler und Fußballtrainer.

## Karriere
Von 1988 bis 1992 besuchte Thorpe das King College in Bristol (Tennessee) (Vereinigte Staaten) und machte dort einen Bachelorabschluss im Studienfach Betriebswirtschaft und Management.

### Vereine
Thorpe war in den 1980er Jahren ein Fußballspieler in Gambia, er spielte in der Position des Mittelfeldspielers. Er war Mannschaftskapitän der Young Africans Football Club und spielte später im Team des King College.

### Nationalmannschaft
Er gehörte der gambischen U-19-, U-23, und 1983 der A-Fußballnationalmannschaft an, in der U-19 und der U-23-Mannschaft war er Kapitän der Mannschaft.

### Trainer
Thorpe hat die Trainerlizenz der United States Soccer Federation und verfügt über mehr als 30 Jahre Trainer- und Spielerfahrung, die von der Vereins- und Highschool- bis zur College- und Profi-Ebene reicht. er gilt als einer der erfahrensten Trainer des Bundesstaates. Er ist für die Entwicklung einiger der besten Spieler in Tennessee verantwortlich, von denen einige später als Profispieler und für US-Jugendnationalmannschaften spielten.
Er kehrt für die Saison 2020/21 zum Führungs- und Trainerstab der Red Wolves Academy in Chattanooga zurück.

## Erfolge

### Als Spieler
- Wertvollster Spieler (MVP) Young Africans FC 1984/85 Saison, Spielzeit 87/88
- King College (Gesamtdistrikt 1988/92, NAIA/NSCAA; alle Amerikaner 1989/90, Hall of Fame)

### Als Trainer
- Meister der zweiten Liga YAFC (Trainer)
- Three Conference Championships (Assistenztrainer King College)
- Two Conference and Region Championships Tusculum College NCAA D
- Regionaler Meister, King College
- AAC Conference Coach of the Year
- 3× State Champions, Lasers, Fusion, and Chattanooga Football Club Academy
- 6× State runner up girls U16 Chattanooga Football Club Academy, Fusion FC, FC Dallas
- 3 Spieler trainiert, die derzeit professionell spielen